# Käthe Paulus
Katharina «Käthe» Paulus (Zellhausen, 22 de desembre de 1868 - Berlín, 26 de juliol de 1935) va ser una saltadora pionera de paracaigudes alemanya i la inventora del primer paracaigudes plegable. En aquell moment, 1910, el paracaigudes s'anomenava «aparell de rescat per a aeronautes». Els paracaigudes anteriors no podien cabre en un estoig que es pogués portar a l'esquena, per la qual cosa la invenció de Paulus va esdevenir de suma importància per als alemanys durant la Primera Guerra Mundial i va produir uns 7.000 paracaigudes per a les forces alemanyes. Al 1915, durant la Primera Guerra Mundial, Paulus va registrar una patent per al seu paracaigudes i va crear aproximadament 125 equips a la setmana. També se li atribueix la invenció del «paracaigudes d'arrossegament», un sistema de separació intencionat on un petit paracaigudes s'obre per treure'n el paracaigudes principal.
Paulus era una àvida aeronauta i va registrar més de 510 vols en globus i més de 165 salts en paracaigudes al llarg de la seva vida. Va ser la primera alemanya a ser pilot aèria professional i la primera dona acròbata aèria alemanya.
Malgrat que els globus aerostàtics són actualment coneguts com una mena d'atracció turística, durant les últimes dècades del segle XIX aquests aparells van estar a l'avantguarda de la tecnologia i van ser molt populars abans de la invenció de l'avió.

## Vida
Paulus va néixer a Zellhausen, avui dia part de Mainhausen, prop de Frankfurt, Alemanya, en una família treballadora. El seu pare feia de jornaler i va morir quan ella tenia dinou anys. Després de la seva mort, Paulus va reprendre l'ofici de modista de la seva mare per ajudar a mantenir la família.

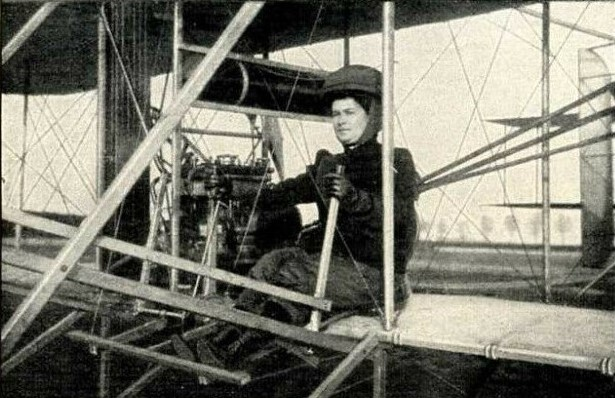
Käthe Paulus a bord de la seva màquina voladora Wright, al 1910

Als 21 anys va conèixer Hermann Lattemann, un conegut aeronauta, i va començar a treballar com a assistenta seva reparant els globus amb les seves habilitats com a modista. Paulus i Lattemann van començar a desenvolupar la seva relació professional i personal, fins que Paulus va començar a llançar-se en paracaigudes, i finalment es van casar. Van tenir un fill, Willy Hermann Paulus, que més tard va morir de diftèria. El 1895, la parella feia un salt conjunt quan el paracaigudes de Lattlemann no es va desplegar. Paulus el va veure caure i morir.
Mentre estava de dol per la mort del seu marit, Paulus va romandre al llit durant mesos. Durant aquest temps, milers d'admiradors li van enviar cartes de suport per demanar-li que continués la seva carrera de voladora en globus. Aleshores va comprar quatre paracaigudes nous i va emprendre una gira per Europa amb el nom artístic de Miss Polly. Va actuar teatralment, treballant amb gestos acrobàtics i fins i tot muntant una bicicleta suspesa de la cistella d'un globus aerostàtic. Va tenir un èxit internacional.
Paulus va completar la seva carrera aeronàutica amb un últim salt en globus als 63 anys, el 5 d'agost de 1931.

## Mort
Paulus va morir als 66 anys i està enterrada en el cementiri de Reinickendorf, a Berlín.

## Reconeixements

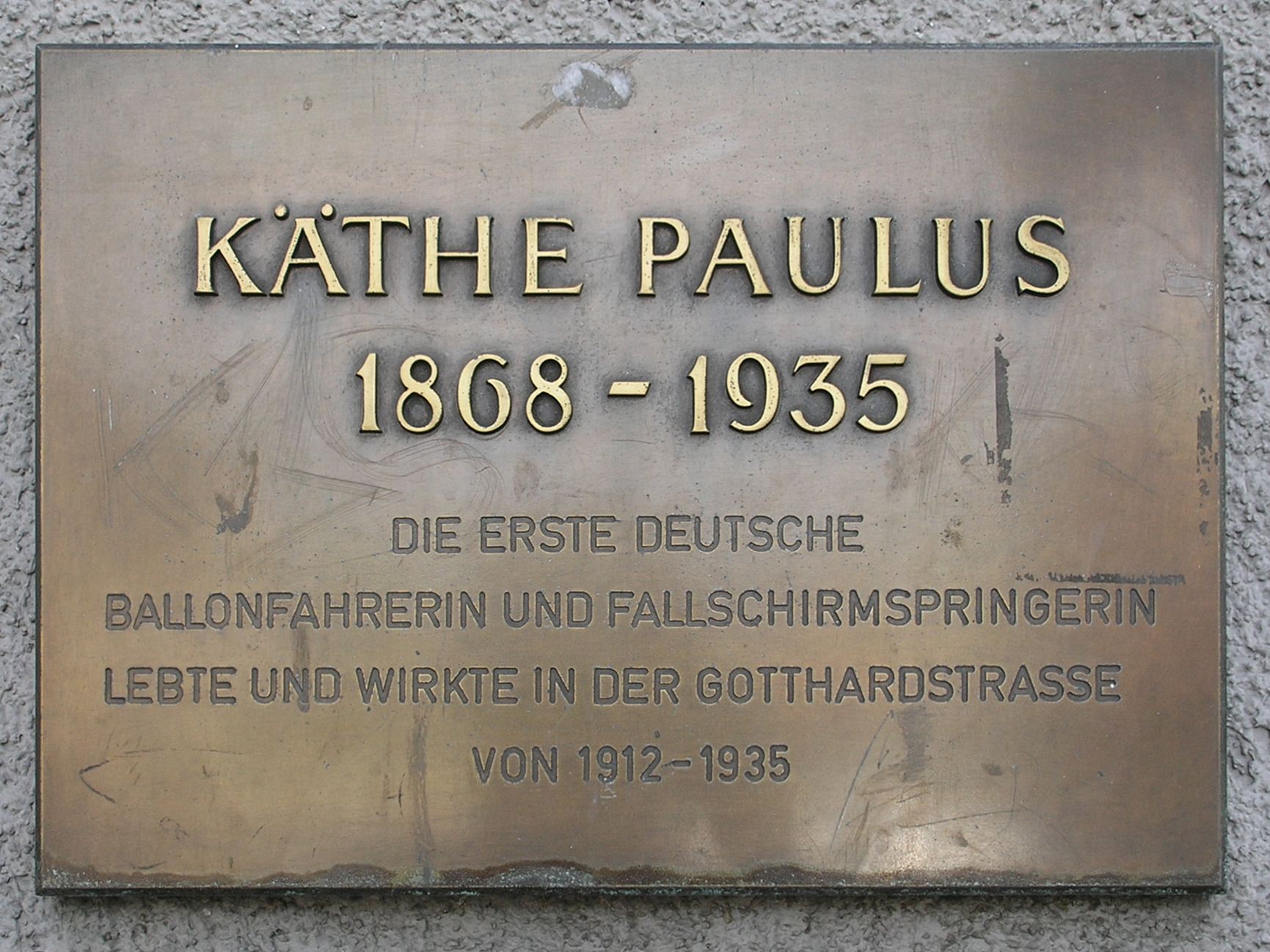
Placa commemorativa a Gotthardstrasse, 105, Berlin

- Placa commemorativa a Gotthardstrasse, 105, BerlinPaulus va ser reconeguda com la primera dona alemanya i la tercera al món a saltar en paracaigudes des d'un globus aerostàtic.[1]
- Una placa recorda la casa on va néixer.[1]
- El 2006, un carrer de Berlín va rebre el nom de Paulusː Katharina-Paulus-Straße.[19] Un carrer porta el seu nom a Frankfurt-Bockenheim.
- El 1917, va rebre una Creu del Mèrit al Servei després que vint soldats alemanys en globus saltessin en paracaigudes cap a un lloc segur.[1]
- Paulus ha estat inclosa al Saló de la Fama Internacional del Paracaigudisme des del setembre de 2024.[20]